# پارا دو و میدانی در پارالمپیک تابستانی ۲۰۲۴
پارا دو و میدانی در پارالمپیک تابستانی ۲۰۲۴، یکی از رویدادها بود که در دو ورزشگاه استاد دو فرانس و لزنولید پاریس برگزار شد. در این دوره، ۱۶۴ رویداد برگزار شد که ۹۰ رویداد آن مختص آقایان و ۷۳ رویداد نیز مختص بانوان بود. یک رویداد نیز بخشی از رویدادهای مختلط بود که برگزار شد. در این دوره، سه رویداد کمتر برای مردان برگزار شد. با این حال، در این دوره بزرگترین برنامه بازی‌ها در زمینه شمار ورزشکاران و شمار رویدادهای مدال در تقویم گنجانده شد.

## طبقه‌بندی و رویدادها
ورزشکاران در این دوره بسته به شرایطشان (T نشان‌دهنده رویدادهای دو و F نشان‌دهنده رویدادهای میدانی) به ۷ گروه گوناگون دسته‌بندی شدند.
- T/F۱۱–۱۳: ورزشکاران نابینا (۱۱) و دچار اختلال بینایی (۱۲-۱۳)؛ ورزشکاران دو برای دویدن غالبا نیاز به راهنما دارند.
- T/F۲۰: ورزشکاران دچار اختلالات فکری
- T/F ۳۱-۳۸: ورزشکارانی که دچار فلج مغزی و یا اختلالات هماهنگی هستند. ۳۱-۳۴ برای رویدادهای با ویلچر و ۳۵-۳۸ رویدادهای دو.
- F۴۰-۴۱: دیگر ورزشکاران- عموما برای ورزشکارانی که دچار کوتاه‌قامتی هستند.
- T/F ۴۲-۴۷: ورزشکارانی که دچار قطع عضو هستند. در رویدادهای میدانی، برخی ورزشکاران ناچار به استفاده از رویدادهای نشسته هستند.
- T/F۵۱-۵۸: ورزشکارانی که دچار آسیب طناب نخاعی یا ناتوانی هستند. در رویدادهای میدانی، بیشتر ورزشکاران می‌توانند در حال نشسته به رقابت بپردازند.
- T/F ۶۱-۶۴: ورزشکارانی که تحت تأثیر کوچک بودن اندام و اختلاف طول پا، به‌کاربرد پروتز پرداختند.

## جدول مدال
*   کشور میزبان (فرانسه)
| رتبه           | NPC                       | طلا | نقره | برنز | مجموع |
| -------------- | ------------------------- | --- | ---- | ---- | ----- |
| ۱              | چین                       | ۲۱  | ۲۲   | ۱۶   | ۵۹    |
| ۲              | ایالات متحده آمریکا       | ۱۰  | ۱۴   | ۱۴   | ۳۸    |
| ۳              | برزیل                     | ۱۰  | ۱۱   | ۱۵   | ۳۶    |
| –              | ورزشکاران بی‌طرف پارالمپیک | ۱۰  | ۶    | ۱۱   | ۲۷    |
| ۴              | اوکراین                   | ۸   | ۶    | ۵    | ۱۹    |
| ۵              | ازبکستان                  | ۸   | ۴    | ۴    | ۱۶    |
| ۶              | سوئیس                     | ۷   | ۴    | ۲    | ۱۳    |
| ۷              | بریتانیای کبیر            | ۶   | ۸    | ۴    | ۱۸    |
| ۸              | کلمبیا                    | ۶   | ۱    | ۹    | ۱۶    |
| ۹              | هلند                      | ۵   | ۴    | ۳    | ۱۲    |
| ۱۰             | تونس                      | ۵   | ۳    | ۳    | ۱۱    |
| ۱۱             | کانادا                    | ۵   | ۳    | ۱    | ۹     |
| ۱۲             | کوبا                      | ۵   | ۱    | ۱    | ۷     |
| ۱۳             | هند                       | ۴   | ۶    | ۷    | ۱۷    |
| ۱۴             | ایتالیا                   | ۴   | ۳    | ۱    | ۸     |
| ۱۵             | بلژیک                     | ۴   | ۱    | ۱    | ۶     |
| ۱۶             | الجزایر                   | ۴   | ۰    | ۳    | ۷     |
| ۱۷             | مراکش                     | ۳   | ۶    | ۴    | ۱۳    |
| ۱۸             | ایران                     | ۳   | ۶    | ۳    | ۱۲    |
| ۱۹             | استرالیا                  | ۳   | ۲    | ۶    | ۱۱    |
| ۲۰             | جمهوری آذربایجان          | ۳   | ۱    | ۰    | ۴     |
| ۲۱             | تایلند                    | ۲   | ۵    | ۱    | ۸     |
| ۲۲             | یونان                     | ۲   | ۲    | ۳    | ۷     |
| ۲۳             | لهستان                    | ۲   | ۲    | ۲    | ۶     |
| ۲۳             | مکزیک                     | ۲   | ۲    | ۲    | ۶     |
| ۲۵             | ونزوئلا                   | ۲   | ۲    | ۰    | ۴     |
| ۲۶             | اتیوپی                    | ۲   | ۱    | ۰    | ۳     |
| ۲۷             | آفریقای جنوبی             | ۲   | ۰    | ۲    | ۴     |
| ۲۷             | اکوادور                   | ۲   | ۰    | ۲    | ۴     |
| ۲۹             | کاستاریکا                 | ۲   | ۰    | ۰    | ۲     |
| ۳۰             | آلمان                     | ۱   | ۳    | ۴    | ۸     |
| ۳۰             | اسپانیا                   | ۱   | ۳    | ۴    | ۸     |
| ۳۲             | نیوزیلند                  | ۱   | ۳    | ۲    | ۶     |
| ۳۳             | آرژانتین                  | ۱   | ۲    | ۳    | ۶     |
| ۳۴             | مجارستان                  | ۱   | ۲    | ۰    | ۳     |
| ۳۵             | پرتغال                    | ۱   | ۱    | ۱    | ۳     |
| ۳۶             | لتونی                     | ۱   | ۱    | ۰    | ۲     |
| ۳۷             | نامیبیا                   | ۱   | ۰    | ۱    | ۲     |
| ۳۷             | کویت                      | ۱   | ۰    | ۱    | ۲     |
| ۳۹             | بلغارستان                 | ۱   | ۰    | ۰    | ۱     |
| ۳۹             | عربستان سعودی             | ۱   | ۰    | ۰    | ۱     |
| ۳۹             | گرجستان                   | ۱   | ۰    | ۰    | ۱     |
| ۴۲             | ژاپن                      | ۰   | ۴    | ۵    | ۹     |
| ۴۳             | فرانسه*                   | ۰   | ۳    | ۲    | ۵     |
| ۴۴             | ترکیه                     | ۰   | ۲    | ۱    | ۳     |
| ۴۴             | دانمارک                   | ۰   | ۲    | ۱    | ۳     |
| ۴۴             | مالزی                     | ۰   | ۲    | ۱    | ۳     |
| ۴۷             | اندونزی                   | ۰   | ۲    | ۰    | ۲     |
| ۴۸             | فنلاند                    | ۰   | ۱    | ۳    | ۴     |
| ۴۹             | صربستان                   | ۰   | ۱    | ۱    | ۲     |
| ۴۹             | کرواسی                    | ۰   | ۱    | ۱    | ۲     |
| ۵۱             | ترینیداد و توباگو         | ۰   | ۱    | ۰    | ۱     |
| ۵۱             | سری‌لانکا                  | ۰   | ۱    | ۰    | ۱     |
| ۵۱             | مغولستان                  | ۰   | ۱    | ۰    | ۱     |
| ۵۱             | نروژ                      | ۰   | ۱    | ۰    | ۱     |
| ۵۱             | نیجریه                    | ۰   | ۱    | ۰    | ۱     |
| ۵۱             | کنیا                      | ۰   | ۱    | ۰    | ۱     |
| ۵۷             | عراق                      | ۰   | ۰    | ۲    | ۲     |
| ۵۸             | اتریش                     | ۰   | ۰    | ۱    | ۱     |
| ۵۸             | اردن                      | ۰   | ۰    | ۱    | ۱     |
| ۵۸             | ایرلند                    | ۰   | ۰    | ۱    | ۱     |
| ۵۸             | تیم پناهندگان المپیک      | ۰   | ۰    | ۱    | ۱     |
| ۵۸             | قزاقستان                  | ۰   | ۰    | ۱    | ۱     |
| ۵۸             | لوکزامبورگ                | ۰   | ۰    | ۱    | ۱     |
| ۵۸             | موریس                     | ۰   | ۰    | ۱    | ۱     |
| ۵۸             | پاکستان                   | ۰   | ۰    | ۱    | ۱     |
| مجموع (۶۵ NPC) | مجموع (۶۵ NPC)            | ۱۶۴ | ۱۶۵  | ۱۶۶  | ۴۹۵   |

منبع:

## کشورهای شرکت‌کننده
- الجزایر (۲۰)
- آنگولا (۲)
- آرژانتین (۱۹)
- ارمنستان (۲)
- استرالیا (۳۲)
- اتریش (۳)
- جمهوری آذربایجان (۵)
- بحرین (۲)
- بلژیک (۷)
- بنین (۲)
- برمودا (۱)
- بوتسوانا (۲)
- برزیل (۷۱)
- بلغارستان (۳)
- بورکینافاسو (۱)
- بوروندی (۲)
- کامبوج (۱)
- کامرون (۲)
- کانادا (۲۰)
- کیپ ورد (۲)
- جمهوری آفریقای مرکزی (۱)
- شیلی (۳)
- چین (۶۱)
- چین تایپه (۱)
- کلمبیا (۲۸)
- کاستاریکا (۲)
- کرواسی (۱۰)
- کوبا (۹)
- قبرس (۱)
- جمهوری چک (۸)
- جمهوری دموکراتیک کنگو (۲)
- دانمارک (۴)
- جمهوری دومینیکن (۴)
- تیمور شرقی (۱)
- اکوادور (۱۱)
- مصر (۲)
- اریتره (۱)
- استونی (۱)
- اتیوپی (۴)
- فیجی (۲)
- فنلاند (۸)
- فرانسه (۲۷) میزبان
- گابن (۲)
- گرجستان (۲)
- آلمان (۲۷)
- غنا (۱)
- بریتانیای کبیر (۳۳)
- یونان (۱۴)
- گرنادا (۲)
- گواتمالا (۱)
- گینه (۲)
- گینه بیسائو (۲)
- هائیتی (۱)
- هنگ کنگ (۱)
- مجارستان (۵)
- ایسلند (۱)
- هند (۳۸)
- اندونزی (۵)
- ایران (۲۰)
- عراق (۶)
- ایرلند (۵)
- ایتالیا (۱۵)
- ساحل عاج (۱)
- جامائیکا (۱)
- ژاپن (۴۰)
- اردن (۱)
- قزاقستان (۴)
- کنیا (۸)
- کیریباتی (۱)
- کوزوو (۱)
- کویت (۳)
- قرقیزستان (۱)
- لائوس (۱)
- لتونی (۴)
- لبنان (۱)
- لسوتو (۲)
- لیبریا (۲)
- لیبی (۲)
- لیتوانی (۵)
- لوکزامبورگ (۲)
- ماکائو (۱)
- مالاوی (۲)
- مالزی (۶)
- مالدیو (۲)
- مالی (۲)
- مالت (۱)
- موریس (۶)
- مکزیک (۲۵)
- مولداوی (۱)
- مغولستان (۲)
- مونته‌نگرو (۱)
- مراکش (۱۷)
- موزامبیک (۱)
- میانمار (۱)
- نامیبیا (۵)
- هلند (۱۴)
- ورزشکاران بی‌طرف پارالمپیک (۴۸)
- نیوزیلند (۶)
- نیکاراگوئه (۱)
- نیجریه (۵)
- نروژ (۳)
- عمان (۲)
- پاکستان (۱)
- فلسطین (۱)
- پاناما (۱)
- پاراگوئه (۱)
- پرو (۲)
- فیلیپین (۲)
- لهستان (۲۵)
- پرتغال (۶)
- پورتوریکو (۲)
- قطر (۲)
- تیم پناهندگان المپیک (۲)
- جمهوری کنگو (۲)
- رواندا (۱)
- سائوتومه و پرنسیپ (۱)
- عربستان سعودی (۵)
- سنگال (۱)
- صربستان (۶)
- سیرالئون (۱)
- سنگاپور (۱)
- اسلواکی (۳)
- اسلوونی (۱)
- جزایر سلیمان (۱)
- سومالی (۱)
- آفریقای جنوبی (۱۵)
- کره جنوبی (۳)
- اسپانیا (۲۳)
- سری‌لانکا (۶)
- سورینام (۱)
- سوئیس (۱۰)
- سوریه (۱)
- تانزانیا (۱)
- تایلند (۱۵)
- گامبیا (۲)
- توگو (۱)
- تونگا (۱)
- ترینیداد و توباگو (۱)
- تونس (۲۵)
- ترکیه (۱۵)
- اوگاندا (۲)
- اوکراین (۲۷)
- امارات متحده عربی (۵)
- ایالات متحده آمریکا (۵۵)
- ازبکستان (۲۵)
- وانواتو (۲)
- ونزوئلا (۱۵)
- ویتنام (۱)
- جزایر ویرجین (۱)
- یمن (۱)
- زامبیا (۲)
- زیمبابوه (۲)